# Pantolytomyia polita
Pantolytomyia polita är en stekelart som beskrevs av Naumann 1988. Pantolytomyia polita ingår i släktet Pantolytomyia och familjen hyllhornsteklar. Inga underarter finns listade i Catalogue of Life.